# Centrum Handlowe Serenada
Centrum Serenada – centrum handlowe o powierzchni 42 tys. m², położone przy al. Gen. T. Bora–Komorowskiego 41 w północnym Krakowie, otwarte w październiku 2017 roku.

## Specyfikacja
Galeria uzupełnia i poszerza ofertę istniejącej strefy handlowo-rozrywkowej (strefa Olsza), w której znajduje się Centrum Handlowe Krokus wraz z hipermarketem Auchan, Multikino, market budowlany OBI oraz kryty park wodny. W galerii znajduje się 170 lokali handlowo – usługowych oraz 1135 miejsc parkingowych. W ofercie Serenady znajdują się salony polskich i międzynarodowych sieci modowych. Wyróżnikiem jest pełna oferta Inditex’u z największym formatem Zary w regionie, LPP, H&M, a także jedyne w Krakowie salony marek Van Graaf, New Look czy Forever 21. W Serenadzie znajdują się także placówki takich instytucji jak Urząd Miasta i Poczta.

## Nagrody
Centrum Serenada jest laureatem nagrody CEE Retail Real Estate Awards 2018 – Retail Project oraz Property Design Awards 2018 w kategorii Bryła – Centrum Handlowe.

## Inwestycja
Deweloperem i zarządcą Centrum Serenada jest spółka Mayland Real Estate, będącą również zarządcą przyległego Centrum Krokus. Obydwa centra handlowe należą do grupy Foncière Euris.

## Galeria

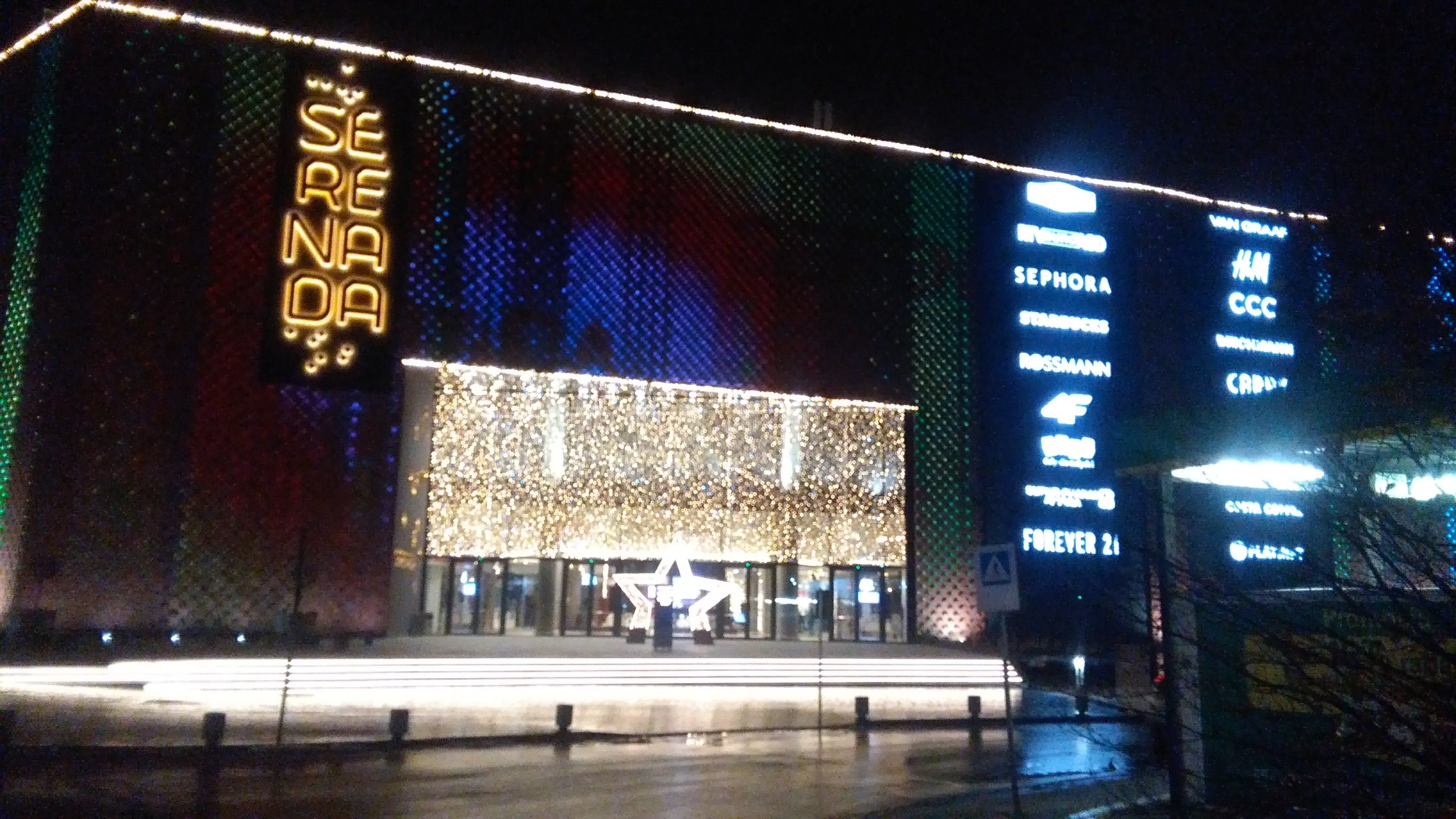
Widok w nocy
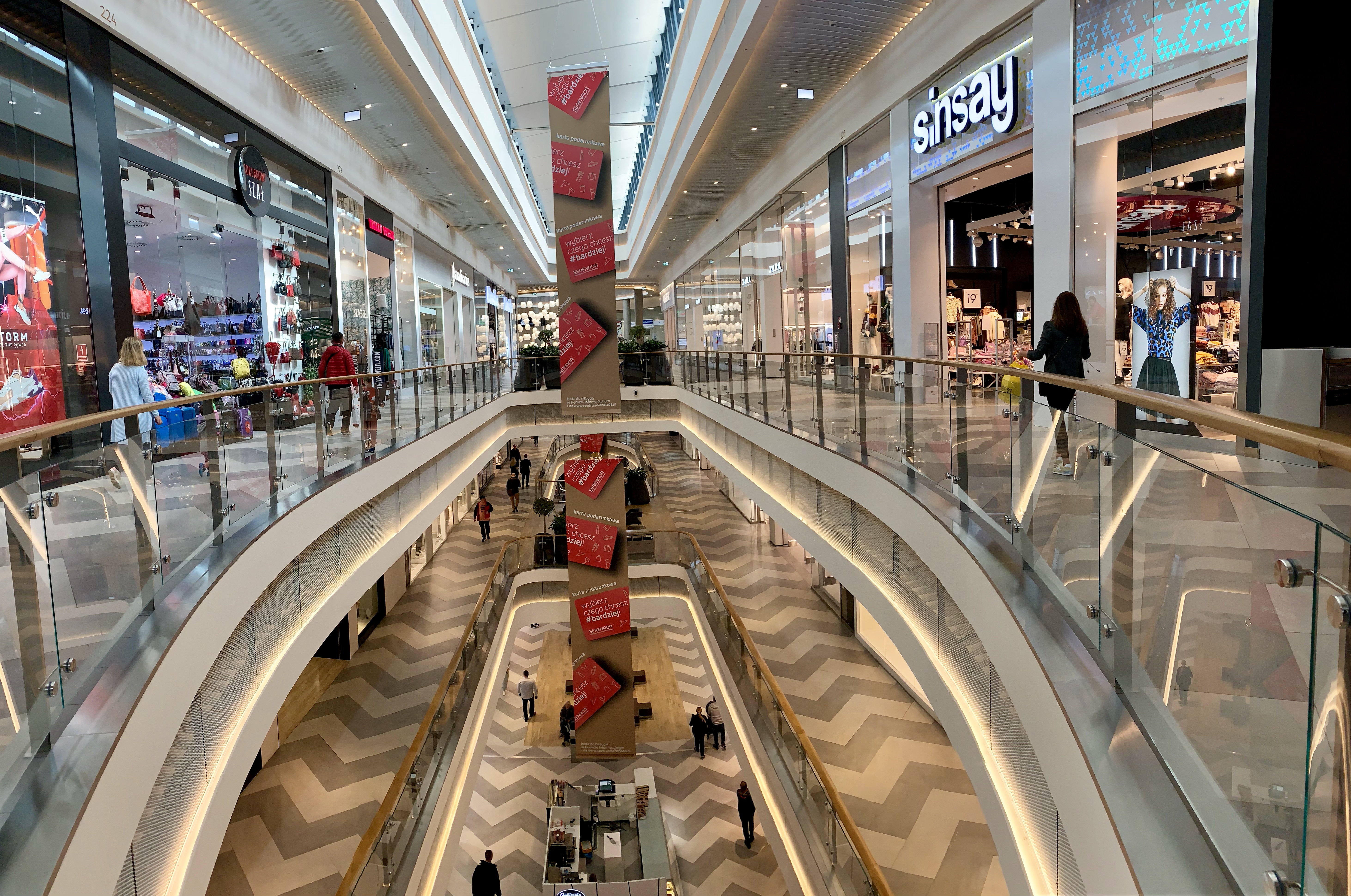
Wnętrze
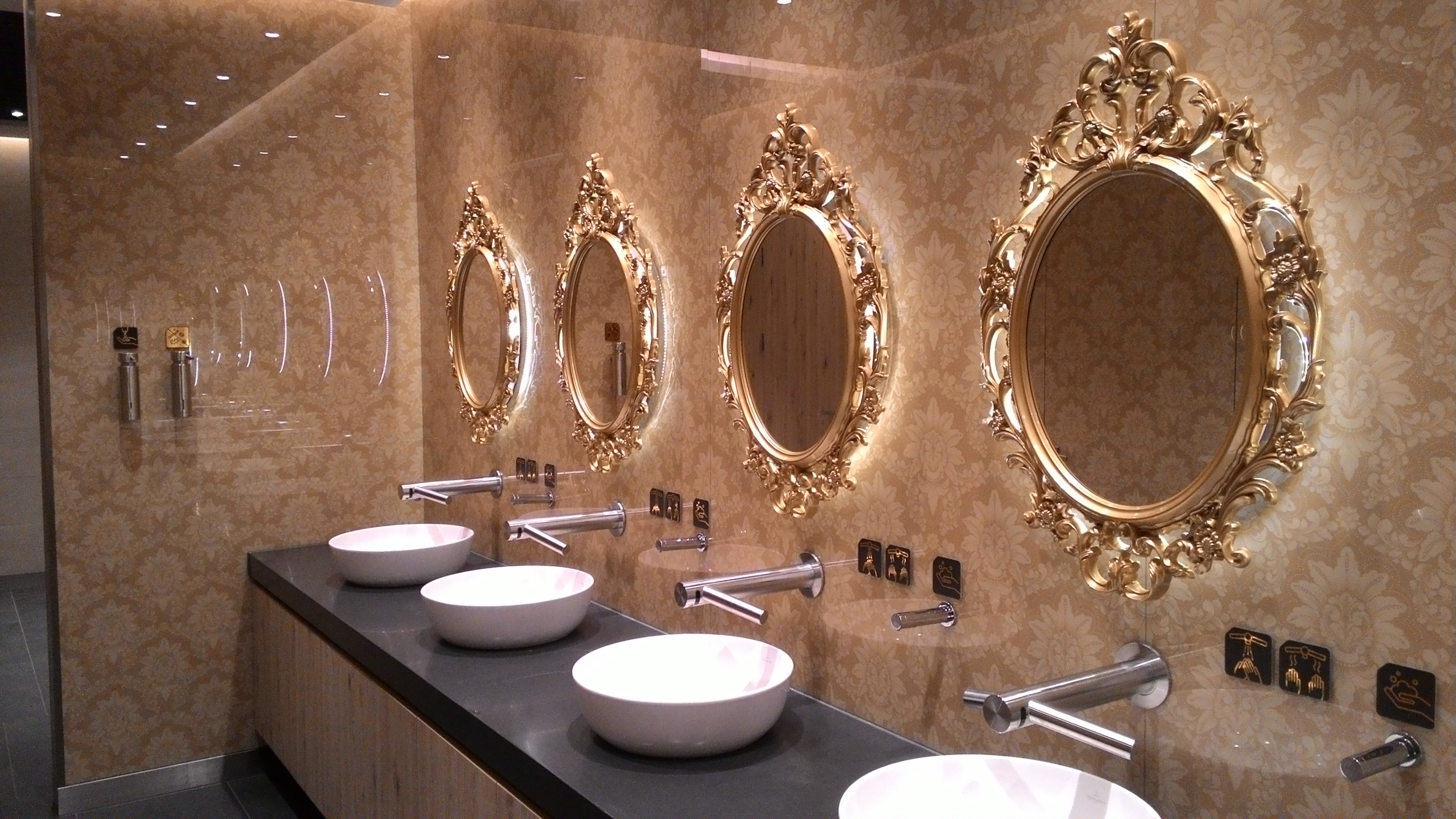
„Złoty” dizajn łazienek